# Charles Bachman
Charles William Bachman (Manhattan, Kansas, Estados Unidos, 11 de diciembre de 1924-13 de julio de 2017) fue un prominente informático, particularmente conocido por su trabajo en el desarrollo temprano de los sistemas de gestión de bases de datos. Sus técnicas de arquitectura en capas incluyen sus diagramas homónimos de Bachman.

## Biografía
Charles Bachman nació en Manhattan (Kansas), en 1924, donde su padre, Charles Bachman Jr., era el entrenador de fútbol de la Kansas State College.  Estudió el bachillerato en East Lansing, Michigan, donde su padre fue entrenador de fútbol en el Michigan State College entre 1933 y 1946.
En la Segunda Guerra Mundial se alistó en el Ejército de los Estados Unidos y pasó desde marzo de 1944 hasta febrero de 1946 en el South West Pacific Theater sirviendo en el Cuerpo de Artillería Antiaérea en Nueva Guinea, Australia y las Islas Filipinas. Allí conoció y utilizó por primera vez ordenadores de control de tiro para apuntar cañones de 90 mm.
Tras su baja del ejército en 1946, asistió al Michigan State College y se graduó en 1948 con una licenciatura en ingeniería mecánica, donde fue miembro de Tau Beta Pi. A mediados de 1949 se casó con Connie Hadley.
Posteriormente asistió a la Universidad de Pensilvania. En 1950, se graduó con un máster en ingeniería mecánica, y también había completado tres cuartas partes de los requisitos para un MBA de la Wharton School de la universidad.
Bachman falleció el 13 de julio de 2017 en su casa de Lexington, Massachusetts, a causa de la enfermedad de Parkinson, a la edad de 92 años.

## Trayectoria
Bachman pasó toda su carrera como ingeniero o gestor de software en la industria y no en el mundo académico. En 1950, empezó a trabajar en Dow Chemical en Midland, Michigan.
En 1957, se convirtió en el primer director de procesamiento de datos de Dow Chemical. Trabajó con el grupo de usuarios de IBM SHARE en el desarrollo de una nueva versión del software generador de informes, que se conoció como 9PAC. Sin embargo, el pedido previsto del IBM 709 se canceló antes de que llegara.
En 1960, se incorporó a General Electric, donde en 1963 desarrolló el Integrated Data Store (IDS), uno de los primeros sistemas de gestión de bases de datos que utilizaba lo que llegó a conocerse como el modelo de base de datos de navegación, en el producto Manufacturing Information And Control System (MIACS).
Trabajando para el cliente Weyerhaeuser Lumber, desarrolló el primer acceso de red multiprogramación a la base de datos IDS, un primer sistema de procesamiento de transacciones en línea llamado WEYCOS en 1965. Bachman construyó otro sistema de información de gestión, el Weyerhauser Comprehensive Operating Supervisor, o WEYCOS 2, para la división de productos de madera de Weyerhauser en Tacoma, Washington. El sistema permitía a los empleados de todo el país enviar mensajes directamente a la computadora para actualizar registros o solicitar información.
Más tarde, en GE, desarrolló el producto «dataBasic» que ofrecía soporte de bases de datos a los usuarios de lenguaje BASIC de tiempo compartido. En 1970, GE vendió su negocio informático a Honeywell Information Systems, por lo que él y su familia se trasladaron de Phoenix, Arizona a Lexington, Massachusetts.
En 1981, se unió a una empresa más pequeña, Cullinane Information Systems (más tarde Cullinet), que ofrecía una versión de IDS que se llamaba IDMS y soportaba mainframes IBM.

### Bachman Information Systems
En 1983, fundó Bachman Information Systems, que desarrolló una línea de productos de ingeniería de software asistida por ordenador (CASE).  La pieza central de estos productos era el BACHMAN/Data Analyst, que proporcionaba soporte gráfico a la creación y mantenimiento de Diagramas Bachman. Fue promocionado en un programa de marketing de IBM sobre Reengineering Cycle, combinando:  1) ingeniería inversa de bases de datos obsoletas, 2) modelado de datos, 3) conversión a nuevas bases de datos y 4) optimización de diseños físicos de bases de datos.
En 1991, Bachman Information Systems realizó su oferta pública inicial, cotizando en el NASDAQ con el símbolo BACH. Tras alcanzar un máximo de 37,75 dólares en febrero de 1992, el precio llegó a 1,75 dólares en 1995. En 1996, su empresa se fusionó con Cadre Technology para formar Cayenne Software. Fue presidente de la empresa combinada durante un año, y luego se retiró a Tucson, Arizona. Siguió ejerciendo como presidente del consejo de Cayenne, que fue adquirida por Sterling Software en 1998.

## Premios
- Bachman recibió el Premio Turing de la Association for Computing Machinery (ACM) en 1973 por "sus sobresalientes contribuciones a la tecnología de las bases de datos".
- Fue elegido Miembro Distinguido de la British Computer Society en 1977 por su trabajo pionero en sistemas de bases de datos.[13]
- En 2012, Bachman recibió la Medalla Nacional de Tecnología e Innovación «por invenciones fundamentales en gestión de bases de datos, procesamiento de transacciones e ingeniería de software»[14]

- Fue nombrado miembro de la ACM Fellow en 2014 «Por sus contribuciones a la tecnología de bases de datos, en particular el almacén de datos integrado (integrated data store)».[15]
- En 2015, fue nombrado Fellow[16] del Computer History Museum por sus primeros trabajos en el desarrollo de sistemas de bases de datos.

## Publicaciones
Bachman editó decenas de publicaciones y trabajos. Una selección:
- 1962. "Precedence Diagrams: The Key to Production Planning, Scheduling and Control." In: ProCo Features. Supplement No 24, August 24. .
- 1965. "Integrated Data Store." in: DPMA Quarterly, January 1965.
- 1969. "Software for Random Access Processing." in: Datamation April 1965.
- 1969. "Data Structure Diagrams." in: DataBase: A Quarterly Newsletter of SIGBDP. vol. 1, no. 2, Summer 1969.
- 1972. "Architecture Definition Technique: Its Objectives, Theory, Process, Facilities, and Practice." co-authored with J. Bouvard. in: Data Description, Access and Control: Proceedings of the 1972 ACM-SIGFIDET Workshop, November 29-December 1, 1972.
- 1972. "The Evolution of Storage Structures." In: Communications of the ACM vol. 15, no. 7, July 1972.
- 1972-73. "Set Concept for Data Structure." In: Encyclopedia of Computer Science, 1972–1973.
- 1973. "The Programmer as Navigator." 1973 ACM Turing Award lecture. In: Communications of the ACM vol. 16, no. 11, November 1973. (pdf)
- 1974. "Implementation Techniques for Data Structure Sets." In: Data Base Management Systems, 1974.
- 1977. "Why Restrict the Modeling Capability of Codasyl Data Structure Sets?" In: National Computer Conference vol. 46, 1977.
- 1978. "Commentary on the CODASYL Systems Committee's Interim Report on Distributed Database Technology." National Computer Conference vol. 47, 1978.
- 1978. "DDP Will Be Infinitely Affected, So Managers Beware!" in: DM, March 1978.
- 1980. "The Impact of Structured Data Throughout Computer-Based Information Systems." In: Information Processing 80, 1980.
- 1980. "The Role Data Model Approach to Data Structures." In; International Conference on Data Bases, March 24, 1980.
- 1982. "Toward a More Complete Reference Model of Computer-Based Information Systems." Co-authored with Ronald G. Ross. In: Computers and Standards 1, 1982.
- 1983. "The Structuring Capabilities of the Molecular Data Model." In; Entity-Relationship Approach to Software Engineering. C. G. Davis, S. Jajodia, and R. T. Yeh. eds. June 1983.
- 1987. "A Case for Adaptable Programming." In: Logic vol. 2, no. 1, Spring 1987.
- 1989. "A Personal Chronicle: Creating Better Information Systems, with Some Guiding Principles." In: IEEE Transactions on Knowledge and Data Engineering vol. 1, no. 1, March 1989.

Tras su jubilación, Bachman se ofreció voluntario para ayudar a registrar la historia de los primeros desarrollos de software. En 2002 dio una conferencia en el Computer History Museum sobre el montaje del almacén de datos integrado, y una historia oral para la ACM en 2004. Los documentos de Bachman de 1951 a 2007 están disponibles en el Instituto Charles Babbage de la Universidad de Minnesota. En 2011, contribuyó con una historia oral al Instituto de Ingenieros Eléctricos y Electrónicos.